# Pauliceia Desvairada (álbum)
Pauliceia Desvairada é o terceiro álbum de estúdio da banda brasileira de hard rock Made in Brazil (banda), lançado em 1978 pela RCA Records. Produzido por Oswaldo Vecchione e Celso Vecchione, em parceria com o crítico musical e jornalista Ezequiel Neves. No ano de seu lançamento, o disco trouxe algumas inovações em relação aos discos anteriores: o repertório incluía mais baladas e blues, uma sonoridade mais leve, dando uma temática meio pop, com  letras mais maduras, deixando a temática rock 'n' roll um pouco de lado, apesar de grande parte do trabalho ainda se manter no gênero; ganhou mais duas cantoras para os backing vocals e além de utilizar muitos instrumentos de sopro.
O disco foi lançado quando a ditadura militar ainda prosseguia no Brasil, com canções inéditas, o disco ainda teve parte de suas letras e títulos modificados pela censura federal.
O disco homenageia o Movimento Modernista de 1922, ano em que a Semana de Arte Moderna renovou a produção artística no Brasil, a parte traseira do LP trouxe um trecho do poema "Lozango Cáqui", de Mário de Andrade. A fotografia da capa foi tirada pelo fotógrafo norte-americano David Drew Zingg.
O álbum teve reconhecimento mediano, levando em conta as paradas musicais da época e as canções que tocaram nas rádios. Porém mesmo assim é considerado pela crítica e pelos fãs como um dos discos mais importantes do rock nacional.